# Leichtathletik-Weltmeisterschaften 2011/Teilnehmer (Somalia)
| Gelbes Symbol für Goldmedaillen mit stilisierten Olympischen Ringen | Graues Symbol für Silbermedaillen mit stilisierten Olympischen Ringen | Braundes Symbol für Bronzemedaillen mit stilisierten Olympischen Ringen |
| ------------------------------------------------------------------- | --------------------------------------------------------------------- | ----------------------------------------------------------------------- |
| —                                                                   | —                                                                     | —                                                                       |

Der Leichtathletik-Verband Somalias stellte bei den Leichtathletik-Weltmeisterschaften 2011 im koreanischen Daegu einen Teilnehmer.

## Ergebnisse

### Männer

#### Laufdisziplinen
| Athlet                    | Disziplin | Vorlauf         | Vorlauf | Halbfinale | Halbfinale | Finale        | Finale        |
| Athlet                    | Disziplin | Zeit            | Platz   | Zeit       | Platz      | Zeit          | Platz         |
| ------------------------- | --------- | --------------- | ------- | ---------- | ---------- | ------------- | ------------- |
| Abdishakur Nageye Abdulle | 5000 m    | 15:13,64 min PB | 35      |            |            | ausgeschieden | ausgeschieden |